# Ozarchaea
Ozarchaea is een spinnengeslacht uit de familie Pararchaeidae

## Soorten
- Ozarchaea bodalla Rix, 2006
- Ozarchaea bondi Rix, 2006
- Ozarchaea daviesae Rix, 2006
- Ozarchaea forsteri Rix, 2006
- Ozarchaea harveyi Rix, 2006
- Ozarchaea janineae Rix, 2006
- Ozarchaea ornata (Hickman, 1969)
- Ozarchaea platnicki Rix, 2006
- Ozarchaea saxicola (Hickman, 1969)
- Ozarchaea spurgeon Rix, 2006
- Ozarchaea stradbroke Rix, 2006
- Ozarchaea valida Rix, 2006
- Ozarchaea waldockae Rix, 2006
- Ozarchaea werrikimbe Rix, 2006
- Ozarchaea westraliensis Rix, 2006
- Ozarchaea wiangarie Rix, 2006